# Городской парк Алеппо
Городской парк Алеппо (араб. الحديقة العامة بحلب‎) — городской парк площадью около 17 гектаров в городе Алеппо, втором по численности населения городе Сирии, расположенном на севере страны. Парк находится вблизи багдадского железнодорожного вокзала, между районами аль-Джамилия и аль-Азизия. С востока он ограничен улицей Маджд аль-Дин аль-Джабири, с запада — улицей Камаль аль-Газзи, с юга — площадью Саадаллы аль-Джабири (за которой проходит улица короля Фейсала). Через парк протекает река Кейк.

## История
Идея создания центрального городского парка в Алеппо восходит к 1938 году, когда французский инженер и городской консультант Шарль Годар подготовил подробный доклад о состоянии города. В нём он подчёркивал необходимость расширения зелёных зон и обустройства новых общественных пространств. На тот момент в городе насчитывалось лишь три сада: Аль-Азизия (араб. بستان العزيزية‎ или сад Мари-паши), сад Байют (араб. حديقة بيّوت‎) и сад ас-Сабил.

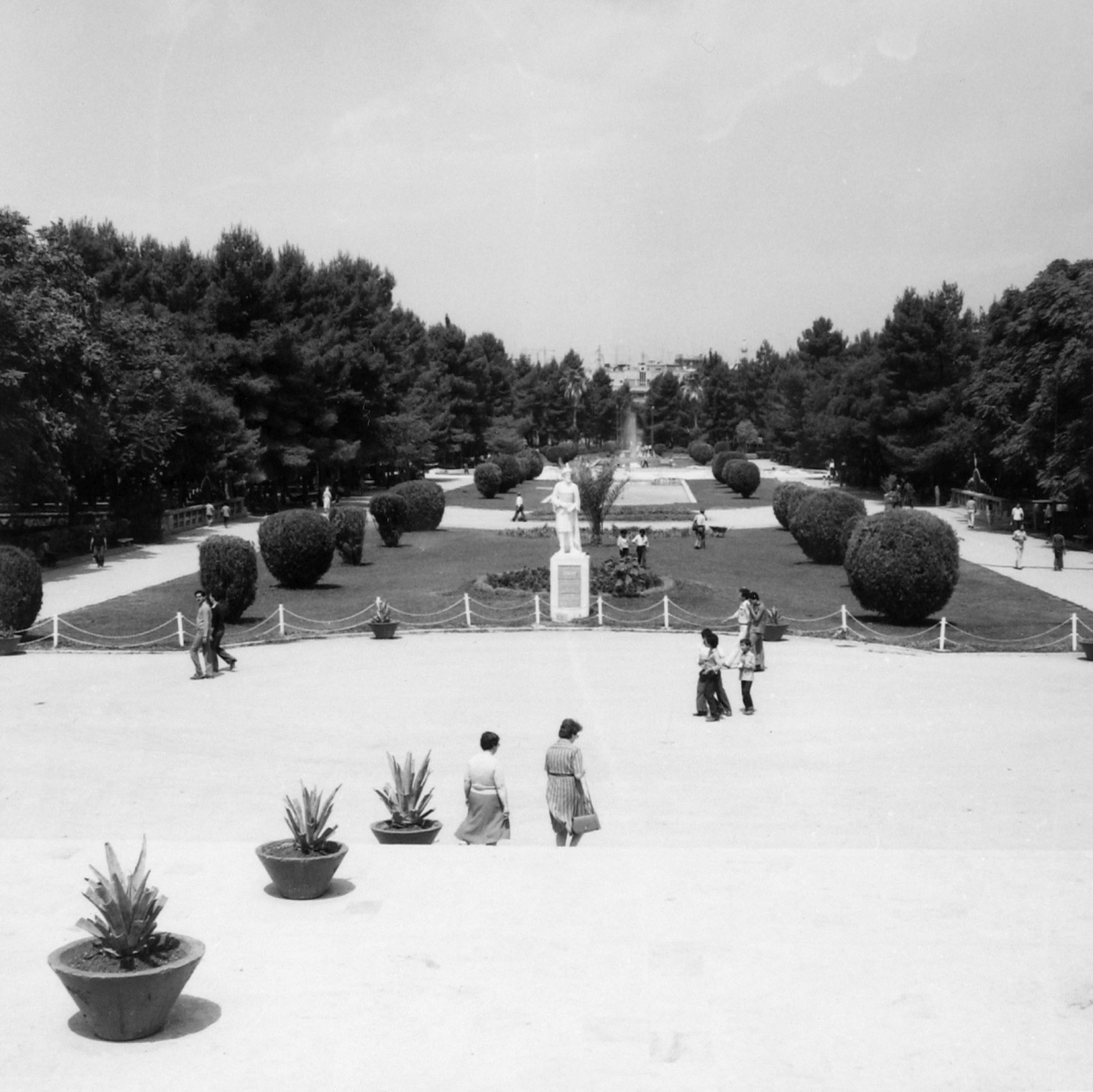
Парк в 1983 году

Годар рекомендовал создать парк вдоль реки Кейк, между районом Азизия и багдадским железнодорожным вокзалом. Этот участок и стал впоследствии местом нынешнего городского парка. В то же время был разработан генеральный план города, одобренный Советом министров, в котором предусматривалось создание современных улиц, площадей и зелёных зон.
Парк был открыт муниципалитетом Алеппо в 1949 году. Он известен своими скульптурами, выполненными сирийскими художниками. У главного входа установлена статуя Сайф ад-Даулы — правителя Алеппо в 945–967 годах. У центральных фонтанов находится памятник сирийскому писателю и поэту Халиль аль-Хиндави (1906–1976).
В 2006 году в парке были установлены новые бассейны с музыкальными фонтанами.

## Галерея

Зимний вид городского парка. 2011 год
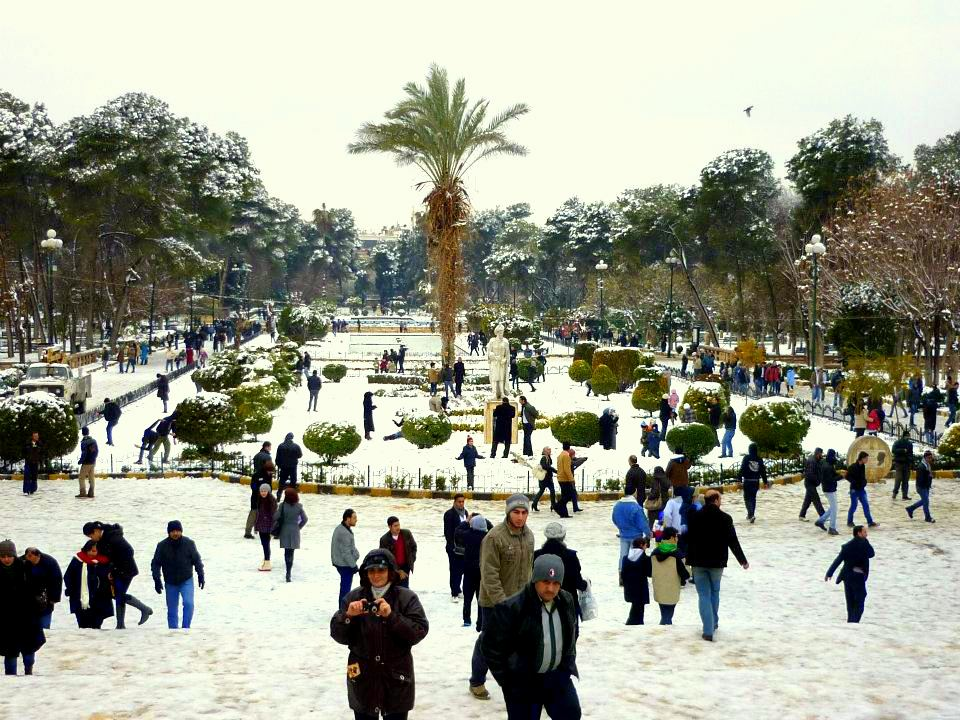
Снежный пейзаж парка. Январь 2012 года
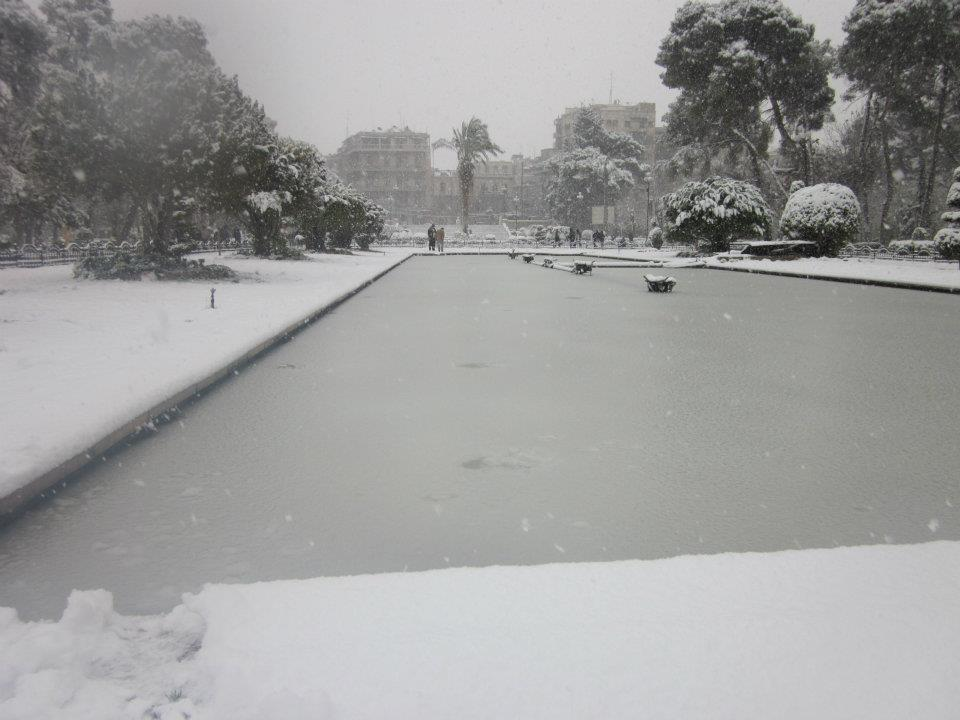
Парк зимой. 2012 год
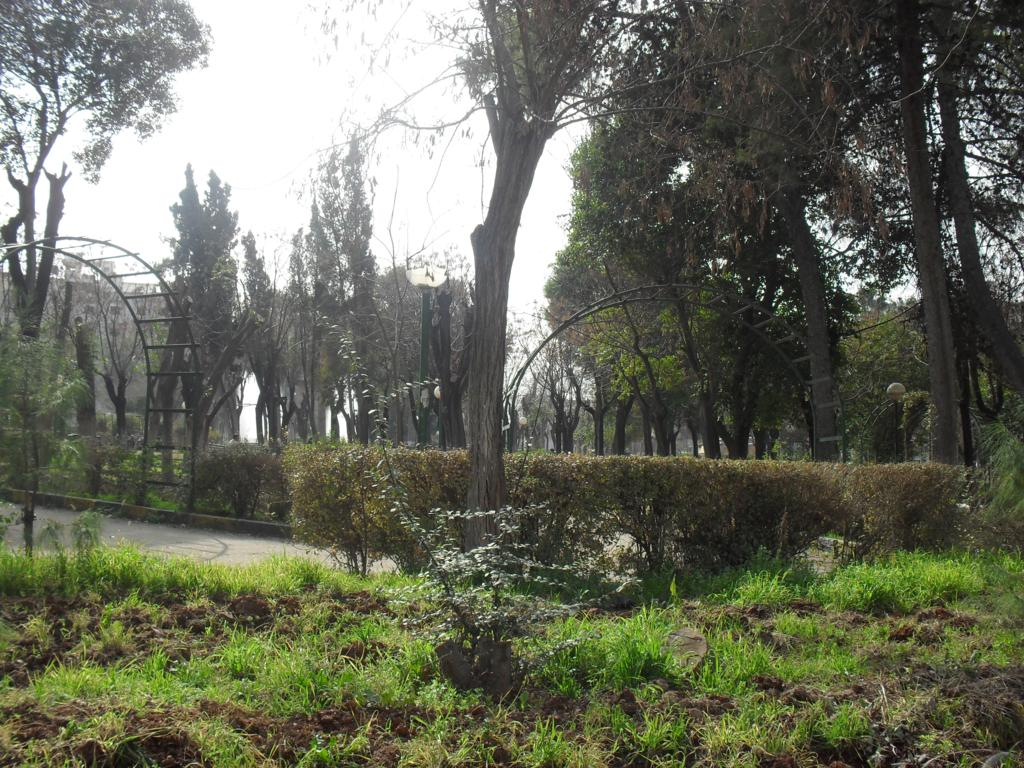
Общий вид на парк